# Faika villosa
Faika villosa là một loài thực vật có hoa trong họ Monimiaceae. Loài này được (Kaneh. & Hatus.) Philipson miêu tả khoa học đầu tiên năm 1985.